# Powerdrome (jeu vidéo, 1988)
Powerdrome est un jeu vidéo de course futuriste développé par Michael Powell et édité par Electronic Arts, sorti en 1988. À l'origine développé sur l'ordinateur Atari ST, le jeu est adapté sur Amiga et PC. Le joueur prend les commandes de vaisseaux dans des courses sur pistes représentées en 3D « surfaces pleines ». Rare représentant du genre à l'époque, le titre fut bien accueilli par la presse,. Il implémente un mode deux joueurs en réseau local. 
En 2004, Argonaut Sheffield réalise un remake sur  PlayStation 2, Xbox et PC également intitulé Powerdrome.

## Système de jeu
Le jeu met en scène plusieurs personnages : Jenna, Abel, Sun, Khalid, Gabriel, Machiko, Jinx, Angul, Samara, Jed, Amran et Roosta. Au fur et à mesure de la progression, le joueur débloque de nouveaux éléments, comme un vaisseau très spécial en remportant toutes les médailles d'or nommées Nexus. Le jeu propose de nombreux bonus et permet la sauvegarde des ralentis. 